# Al Fago
Al Fago, né en 1904 et mort probablement en 1978, est un auteur américain de bande dessinée.

## Biographie
Al Fago naît en 1904. Il commence à travailler dans une société de design avant de se lancer dans les comics. Il publie Frisky Fables chez différents éditeurs dans les années 1940. Dans les années 1950,il est responsable éditorial chez Charlton Comics où il crée en 1953 Atomic Mouse qui est publié jusqu'en  1963,  puis en 1955 Atomic Rabbit. Il crée aussi en 1956 Timmy the Timid Ghost qui s'inspire du dessin animé à succès Casper le gentil fantôme.